# Grace La Rue
Grace La Rue, nata Stella Parsons (Kansas City, 23 aprile 1880 – Burlingame, 12 marzo 1956), è stata un'attrice e cantante statunitense che prese parte alla prima stagione delle Ziegfeld Follies nel 1907.

## Spettacoli
- The Tourists (Broadway, 25 agosto 1906)
- The Blue Moon (Broadway, 3 novembre 1906)
- Ziegfeld Follies of 1907 (Broadway, 8 luglio 1907)
- Ziegfeld Follies of 1908 (Broadway, 15 giugno 1908)
- A Broken Idol (Broadway, 16 agosto 1909)
- Molly May (Broadway, 8 aprile 1910)
- Madame Troubadour (Broadway, 10 ottobre 1910)
- Betsy (Broadway, 6 gennaio 1912)
- Hitchy-Koo [1917] (Broadway, 7 giugno 1917)
- Nothing But Love (Broadway, 14 ottobre 1919)
- Dear Me (Broadway, 17 gennaio 1921)
- The Blue Kitten (Broadway, 13 gennaio 1922)
- Daffy Dill (Broadway, 22 agosto 1922)
- Music Box Revue [1922-23] (Broadway, 23 agosto 1922)
- Mary Jane McKane (Broadway, 25 dicembre 1923)
- The Wild Rose (Broadway, 20 ottobre 1926)
- Golden Dawn (Broadway, 30 novembre 1927)
- The Greenwich Village Follies [1928] (Broadway, 9 aprile 1928)
- Good Boy (Broadway, 5 settembre 1928)
- Stepping Out (Broadway, 20 maggio 1929)
- Sweet Adeline (Broadway, 3 settembre 1929)
- Luana (Broadway, 17 settembre 1930)

## Filmografia
- The Abyss, regia di Tom Santschi - cortometraggio (1914)
- Fit for Burning - cortometraggio (1916)
- The Lamb, regia di Harold Lloyd e Gil Pratt - cortometraggio (1918)
- Beat It, regia di Gil Pratt - cortometraggio (1918)
- Let's Go, regia di Alfred J. Goulding - cortometraggio (1918)
- It's a Wild Life, regia di Gilbert Pratt - cortometraggio (1918)
- That's Good, regia di Harry L. Franklin (1929)
- Listen, Lady, regia di Basil Smith - cortometraggio (1929)
- Lady Lou (She Done Him Wrong), regia di Lowell Sherman (1933)
- Se fosse a modo mio (If I Had My Way), regia di David Butler (1940)